# 猛龙 (电影)
《猛龙》（英語：Dragon Squad），2005年香港犯罪动作片，投资超过1亿元港币，导演和编剧都是李仁港，主演吴建豪、余文乐、夏雨、黄圣依、洪金宝、Maggie Q。史蒂芬·席格擔任該片的執行製片人。

## 剧情
香港警方與來自五湖四海的國際刑警阿豪、阿樂、杰仔、少軍、阿雪聯手押運極度重犯段邊豹，誰料，段邊豹竟被一班神秘高手劫走，國際刑警在香港的首個任務鎩羽而歸。警方矛頭直指段邊豹的胞兄段邊虎，年青的國際刑警初生之犢不畏虎，誓死緝拿段邊虎歸案，將功贖罪。然而，他們卻被勒令不許在香港執法，國際刑警陷入進退兩難的局面。阻撓並沒有吹熄他們的決心，相反卻燃燒起他們的鬥志，可是，「劫犯案」發展卻愈來愈撲朔迷離......

## 演出
| 演员        | 角色   | 备注                                                                 |
| 吴建豪      | 黄信豪 | 美国特警，左手神枪，擅长障碍射击，能轻易入侵电脑                     |
| 余文乐      | 洪其乐 | 香港国际刑警，飞车高手                                               |
| 夏雨        | 陆少军 | 中国国际刑警、特警队员、狙击手                                       |
| 黄圣依      | 白若雪 | 香港国际刑警，在工廠區槍戰中,被Yuet 射殺身亡 曾任卧底                |
| 洪金宝      | 江龙   | 前重案组警司，因处分降职为司机                                       |
| 李冰冰      | 游静   | 段边虎的女朋友                                                       |
| 梁洛施      | 江绰芝 | 江龙的女儿                                                           |
| 任达华      | 韩信   | 香港警官，曾为江龙部属,“引鬼”行动总指挥官 策劃行動被炸彈炸致重傷身亡 |
| 周俊伟      | 蓝志杰 | 英国国际刑警，曾隶属英国反恐特种部队—SAS                             |
| 汤镇业      | 段边虎 | 香港黑帮—段氏集团首脑                                                |
| 吴岱融      | 段边豹 | 段边虎的弟弟兼段氏集团的副手                                         |
| 許峻豪      | 高东源 | 雇佣兵队长，前韩国707特种部队上校                                    |
| Maggie Q    |        | 雇佣兵成员，前越南特工队狙击手                                       |
| 迈克尔·比恩 |        | 前哥伦比亚武装部队中尉，雇佣兵组织军师                               |
| 伍允龍      | 李振北 | 雇佣兵成员，前韩国707特种部队少校, 被白若雪槍殺                      |
|             |        | 雇佣兵成员，前美国海豹部队沙展                                       |
| 劉家輝      |        | 警車主管                                                             |
| 廖啟智      |        | 射擊遊戲攤位店主                                                     |
| 安志杰      |        | 白若雪臥底目標                                                       |
| 洪天照      |        |                                                                      |
| 何华超      |        | 洪其樂的哥哥                                                         |

## 幕后
该片褒贬不一，但是阵容强大、场面惊心动魄。该片涉及“枪文化”，夏雨在该片里用遍了世界著名的枪支。